# 伍家乡
伍家乡，是中华人民共和国湖北省宜昌市伍家岗区下辖的一个乡级行政单位，是伍家岗区所辖唯一的城郊乡。面积70平方千米，26398人。

## 行政区划
伍家乡辖以下地区：
共前村、共勤村、共联村、共谊村、共升村、共和村、共同村、共强村、火光村、合益村、旭光村、联丰村、前坪村、灵宝村、南湾村和汉宜村。